# Траффиканте, Санто (старший)
Санто Трафиканте-старший (англ. Santo Trafficante Sr.; 28 мая 1886, Чанчана, Агридженте, Сицилия, Италия — 11 апреля 1954, Тампа, Флорида, США) — итало-американский гангстер, босс Семьи Трафиканте, названной в его честь, отец следующего главы семьи Санто Трафиканте-младшего. Трафиканте-старший был тесно связан с такими известными мафиозо как Лаки Лучано и Томасом Луккезе.

## Биография
Уроженец Сицилии, Санто Трафиканте ещё молодым человеком перебрался в США, поселившись в Тампе (Флорида), где создал из таких же как он итальянских эмигрантов небольшую банду, промышлявшую незаконными азартными играми, в первую очередь игрой «Болита», своего рода лотереей, завезённой в Тампу в конце 1880-х годов эмигрантами. В 1903 году Трафиканте присоединился к преступному клану Иньяцио Антинори и Иньяцио Итальяно. Втроём они успешно противостояли преступному синдикату Чарли Уолла, первого в истории Тампы босса организованной преступности. В то время Уолл контролировал большую часть незаконных азартных игр в городе, подкупив многих судей, политиков и чиновников.
В 1926 году Санто Трафиканте и его помощник Антонио Дьечидуэ совершили по крайней мере одну поездку в Гавану, налаживая поставки кубинского рома. Позднее, связи Трафиканте помогли ему войти в игорный бизнес на Кубе. Семья Трафиканте заработала на Кубе значительные суммы денег, но не смогла сделать остров частью своей территории.
23 октября 1940 года Антинори был застрелен из обреза когда пил кофе в отеле Palm Garden Inn. После его убийства Санто Трафиканте-старший взял на себя руководство кланом, а значит и организованной преступностью большей части города. Санто-старший предпочитал руководить делами из-за кулис, укрываясь от пристального внимания, в легальной жизни изображая успешного владельца сигарной фабрики в Тампе.
Желая усилить позиции своего синдиката в кубинских казино Трафиканте-старший в 1946 году отправил своего сына Санто-младшего в Гавану, чтобы тот помогал управлять игорными заведениями, принадлежащим мафии. В 1950 году после слушаний по делу Кефовера и дачи Чарли Уоллом показаний оба Трафиканте бежали на Кубу. После того, как слушания закончились, пока Трафиканте были на Кубе, заместитель Санто-старшего Сальваторе Итальяно, племянник Иньяцио Итальяно, сбежал в Мексику, оставив своего соратника Джимми Люмиа фактически руководить кланом в отсутствие обоих боссов. Вернувшись в Тампу, Санто-старший приказал убить Люмиа и снова взял на себя управление семьёй, сделав сына своим заместителем.
Трафиканте умер 11 августа 1954 года от рака желудка. Он был членом организации L’Unione Italiana и был похоронен на кладбище L’Unione Italiana в Ибор-Сити (Тампа). Его сын Санто Трафиканте-младший возглавил семью после смерти отца.